# Cadiz (Kentucky)
Cadiz – miasto w Stanach Zjednoczonych, w stanie Kentucky, siedziba administracyjna hrabstwa Trigg.